# Quezon (Nova Vizcaya)
Quezon é um município de  quarta classe de renda municipal (d) na província Nova Vizcaya, nas Filipinas. De acordo com o censo de 1 de maio  de  2020 possui uma população de 24 055 pessoas e 6 214 domicílios.